# Oticon
Oticon est un fabricant d'aides auditives basé à Copenhague, au Danemark. Il a été fondé en 1904 par Hans Demant, dont l'épouse était malentendante. 
Les aides auditives Oticon sont fabriquées par la société Oticon A/S. Il s'agit de dispositifs médicaux de classe IIa, marqués CE 0543.

## Historique
Oticon est créé en 1904 par Hans Demant.
La société rappelle un produit défectueux en 2021.
La société est vendue par le groupe Demant en 2022.

## PDG
- 1988-1998 Lars Kolind
- 1998-2008 Niels Jacobsen
- 2008-2017 Søren Nielsen
- 2017-.... Ole Asboe Jørgensen